# Sydafrikas Grand Prix 1969
Sydafrikas Grand Prix 1969 var det första av elva lopp ingående i formel 1-VM 1969.  

## Resultat
1. Jackie Stewart, Tyrrell (Matra-Ford), 9 poäng
2. Graham Hill, Lotus-Ford, 6
3. Denny Hulme, McLaren-Ford, 4
4. Jo Siffert, R R C Walker (Lotus-Ford), 3
5. Bruce McLaren, McLaren-Ford, 2
6. Jean-Pierre Beltoise, Tyrrell (Matra-Ford), 1
7. Jackie Oliver, BRM
8. Sam Tingle, Team Gunston (Brabham-Repco)

### Förare som bröt loppet
- Peter de Klerk, Jack Holme (Brabham-Repco) (varv 67, för få varv)
- Jochen Rindt, Lotus-Ford (44, bränslepump)
- John Surtees, BRM (40, motor)
- Pedro Rodríguez, Reg Parnell (BRM) (38, vattenläcka)
- Chris Amon, Ferrari (34, motor)
- Jack Brabham, Brabham-Ford (32, hantering)
- Mario Andretti, Lotus-Ford (31, växellåda)
- John Love, Team Gunston (Lotus-Ford) (31, tändning)
- Jacky Ickx, Brabham-Ford (20, tändning)
- Basil van Rooyen, Lawson (McLaren-Ford) (12, bromsar)